# Bułgarski Front Narodowy
Bułgarski Front Narodowy (bułg. Българският национален фронт, ang. Bulgarian National Front) – bułgarska emigracyjna organizacja polityczna działająca od 1947 r.
Organizacja została założona przez Iwana D. Doczewa w 1947 r. w Monachium z połączenia Bułgarskiego Związku Antybolszewickiego I. D. Doczewa i Bułgarskiego Klubu Mateja Żejkowa. Wśród założycieli byli też Georgi Paprikow, Angeł Gynderski, Aleksandyr Lubenow, Christo Popow, Dimityr Wyłczew. W 1951 r. została przeniesiona do Kanady, zaś w 1958 r. do Nowego Jorku. Oddziały powstały w różnych krajach Europy Zachodniej, Turcji, Australii. W 1952 r. Front podzielił się na 2 frakcje, kierowane przez I. D. Doczewa i Christo Stanewa. Wydawał pisma "Swoboda" (Toronto) i "Borba" (Chicago). Głosił hasła monarchistyczne, nacjonalistyczne i antykomunistyczne. Opowiadał się za demokratyczną Bułgarią opartą na Konstytucji Tyrnowskiej z 1879 r. Wszedł w skład Antybolszewickiego Bloku Narodów. Obie frakcje same się rozwiązały pod koniec 1989 r.